# Seznam pomníků z bitvy u Hradce Králové roku 1866, část 1–150
Seznam pomníků z bitvy u Hradce Králové roku 1866 představuje přehled funerální památek v místě významné pamatkové lokality, která odkazuje na největší bitvu v rámci českých zemí. Prostor prusko-rakouské bitvy u Hradce Králové z 3. července 1866 byl vyhláškou Ministerstva kultury ČR č. 208/1996 Sb. prohlášen krajinnou památkovou zónou Území bojiště u Hradce Králové. Evidováno je zde téměř 500 památek, z nichž většina se nachází v této památkové zóně. Největší koncentrace památek je v lese Svíb, o který se 3. července 1866 strhly kruté boje. Pomníky jsou přístupné po značených turistických a cyklistických trasách i po speciálních naučných stezkách –⁠⁠⁠⁠⁠⁠ například Naučná stezka Centrální bojiště Chlum, Naučná stezka Les Svíb nebo Naučná stezka ústup rakouské armády.
Již konce válečného roku 1866 začaly na bojišti vznikat první pomníky. Kromě provizorních pomníků to byli například Fürstenberský kříž na Chlumu nebo Liebigovo mauzoleum v Lípě. Jak paměť na bitvu, tak péče o pomníky a válečné hroby postupně upadala. Dne 16. listopadu 1888 byl položen základ Komitétu pro udržování památek z války roku 1866, který měl ustavující schůzi 2. prosince 1888 a začal o pomníky pečovat. Jeho zakladatelem se stal smiřický rodák Jan Nepomuk Steinský, který byl přímým účastníkem bitvy u Hradce Králové a stal se předsedou spolku až do roku 1911. Ještě před koncem 19. století vznikly další spolky ve Dvoře Králové nad Labem, dále v Jičíně, Mnichově Hradišti a Podolí, Trutnově, Liberci a Novém Bydžově. Tyto spolky z dalších východočeských měst zastřešil Ústřední komitét a vznikla nadace při odborné škole sochařské a kamenické v Hořicích, jejíž profesoři a studenti se významně podíleli na podobě válečných pomníků.
V roce 1891 komitét udržoval 227 pomníků ve více než 40 obcích a v následujících letech pracoval na vyhledávání a evidenci dalších pomníků. Také vyzval všechny zúčastněné vojenské jednotky, aby vybudovaly své pomníky, pokud tak ještě neučinily. V roce 1898 bylo v evidenci 319 pomníků, v roce 1901 přesně 400 a v roce 1912 již 419. Pomníky na bojišti vznikají kontinuálně do 21. století. Jeden z nejnovějších pomníků na bojišti se nachází v obci Střezetice a je věnován obětem jezdecké srážky právě v této obci, která vstoupila do dějin jako poslední velká srážka jízdy. V roce 2021 bylo evidováno 496 pomníků. K tomuto roku Muzeum východních Čech vypracovalo storymapu se záznamem všech pomníků na královéhradeckém bojišti.
Na přelomu 19. a 20. století začalo být bojiště vnímáno jako turistický cíl. Nejprve byl v roce 1894 dobřenickým statkářem Karlem Weinrichem postaven domek pro strážce válečných pomníků. Těmi byli v prvních letech veteráni z bitvy u Hradce Králové. V roce 1899 byla postavena nedaleko domku 25 metrů vysoká vyhlídková věž. Pro špatný stav byla po téměř sto letech v roce 1999 nahrazena vyhlídkovou věží s vysílačem o výšce bezmála 56 metrů. Ve stejném roce jako stará vyhlídková věž byl otevřen dnešní hostinec U polních myslivců. Od roku 1904 vznikalo v místech bojiště turistické značení. V den 70. výročí bitvy 3. července 1936 byla otevřena expozice Válečného muzea 1866 na Chlumu. O vznik muzea se velmi zasloužili máslojedský sedlák Josef Volf a královéhradecký středoškolský profesor Josef Simon.
Od roku 1993 je správcem areálu Muzeum východních Čech v Hradci Králové, které spolu s Komitétem pro udržování památek z války 1866 pečuje o památky v celé zóně. Tyto dvě organizace používají ve svých textech jednotné označení památníků evidenčními čísly.
| Seznam pomníků z bitvy u Hradce Králové roku 1866 | 1–150 \| 151–300 \| 301–474 |

| Seznam hrobů a pomníků z války roku 1866 na bojišti u Hradce Králové, část 1–⁠⁠⁠⁠⁠⁠150 | Seznam hrobů a pomníků z války roku 1866 na bojišti u Hradce Králové, část 1–⁠⁠⁠⁠⁠⁠150 | Seznam hrobů a pomníků z války roku 1866 na bojišti u Hradce Králové, část 1–⁠⁠⁠⁠⁠⁠150 | Seznam hrobů a pomníků z války roku 1866 na bojišti u Hradce Králové, část 1–⁠⁠⁠⁠⁠⁠150 | Seznam hrobů a pomníků z války roku 1866 na bojišti u Hradce Králové, část 1–⁠⁠⁠⁠⁠⁠150 |
| Pořadí                                                                           | Popis | Vznik                                                                            | Umístění                                                                         | Fotky                                                                            |
| -------------------------------------------------------------------------------- | --- | -------------------------------------------------------------------------------- | -------------------------------------------------------------------------------- | -------------------------------------------------------------------------------- |
| 1.                                                                               | Pomník rakouského 69. pěšího pluku. Monumentální pískovcový obelisk postavený snad roku 1867. Věnován plukem. | 1867                                                                             | Račice nad Trotinou                                                              |                                                                                  |
| 2.                                                                               | Hrob rakouského setníka Wilhelma Weila von Weilenfeld od 69. pěšího pluku. Pískovcový jehlanec zdobený vojenskými odznaky. V bezprostřední blízkosti památky je pohřbeno 15 mužů a ostatky 1 muže vyorané u Hořiněvsi. Věnován rodinou. |                                                                                  | Račice nad Trotinou                                                              |                                                                                  |
| 3.                                                                               | Pomník rakouského 40. pěšího pluku. Je to monumentální pískovcový obelisk zdobený plastikami lvů. Pomník zhotovil sochař Loos z Brna. Odhalen 3. 7. 1867. Věnován plukem. | 1867                                                                             | Hořiněveská bažantnice                                                           |                                                                                  |
| 4.                                                                               | Pomník rakouského 57. pěšího pluku. Monumentální obelisk zdobený vojenskými odznaky z roku 1867. Práce M. Ježka z Hradce Králové. Věnován plukem. | 1867                                                                             | Hořiněveské lípy                                                                 |                                                                                  |
| 5.                                                                               | Pomník rakouského 12. pěšího pluku. Pískovcový figurální pomník tvořený sarkofágem, na kterém stojí zlomený sloup, o nějž se opírá raněný římský voják. Návrh pomníku vypracoval npor. Schmuttermayer a zhotovil ho M. Ježek z Hradce Králové. Odhalen 6. 7. 1867. Věnován plukem. | 1867                                                                             | Svíb                                                                             |                                                                                  |
| 6.                                                                               | Pomník rakouského 47. pěšího pluku a rakouského 20. praporu polních myslivců. Monumentální obelisk z mušlového vápence. Věnován důstojnickými sbory obou jednotek. |                                                                                  | Svíb                                                                             |                                                                                  |
| 7.                                                                               | Pomník v místech, kde byl smrtelně raněn rakouský plukovník Carl Poeckh, velitel brigády IV. armádního sboru. Mramorový zlomený sloup. |                                                                                  | Svíb                                                                             |                                                                                  |
| 8.                                                                               | Hrob pruského poručíka Gebharda Ganse šlechtice zu Putlitze od 6. pomořanského pěšího pluku č. 49. Antikizující pískovcový pomník. Věnován důstojníky a úředníky pluku. |                                                                                  | Sadová                                                                           |                                                                                  |
| 9.                                                                               | Pomník věnovaný pruské 8. pěší brigádě a současně zde pohřbenému rakouskému plukovníku a veliteli 49. pěšího pluku Victoru Binderovi baronu von Bindersfeld. Mohutný žulový balvan s měděnou nápisní deskou. |                                                                                  | Holá                                                                             |                                                                                  |
| 10.                                                                              | Malá typová pískovcová pyramida věnovaná 1 pruskému a 2 rakouským vojákům. Stávala asi 300 m od mokrovouského dvora na louce zvané „na rozumě". Přenesena. |                                                                                  | Mokrovousy                                                                       | první zleva                                                                      |
| 11.                                                                              | Pískovcový jehlanec s vojenskými odznaky věnovaný rakouskému mjr. Romualdu rytíři von Dobrucki od 23. pěšího pluku. Stával v poli mezi Horními Dohalicemi a Dlouhými Dvory u železniční trati. Na dnešní místo přenesen. Věnován důstojníky sboru. |                                                                                  | Dlouhé Dvory                                                                     |                                                                                  |
| 12.                                                                              | Hrob 7 rakouských a 25 pruských vojáků. Litinový brabantský (jetelový) kříž na pískovcovém pomníčku – kříž typu č. 12. Tyto pomníky byly osazovány pruským řádem johanitů. Na památce chybné č. 126. |                                                                                  | Dohalice,Dohaličky                                                               |                                                                                  |
| 13.                                                                              | Typová pískovcová pyramida věnovaná pruskému dělostřelci Michalazovi. |                                                                                  | Mžany                                                                            |                                                                                  |
| 14.                                                                              | Litinový pomník s vojenskými emblémy rakouského nadporučíka Josefa Wokala od 1. dělostřeleckého pluku. Věnován příbuznými a důstojníky pluku. |                                                                                  | Všestary                                                                         |                                                                                  |
| 15.                                                                              | Malý pískovcový pomník s vysokým ozdobným litinovým křížem věnovaný rakouskému ppor. Ignazi Heydenovi od 11. praporu polních myslivců. |                                                                                  | Všestary                                                                         |                                                                                  |
| 16.                                                                              | Pomník rakouského 38. pěšího pluku. Vysoký pískovcový kvádrový pomník na vrcholu zdobený plastikou kyrysu a přilby. Na pomníku výčet ztrát pluku v bitvách u Kuřích Vod, Mnichova Hradiště, Jičína a Hradce Králové. Odhalen 7. 4. 1877. Věnován plukem. | 1877                                                                             | Hejcmanka                                                                        |                                                                                  |
| 17.                                                                              | Pískovcový jehlanec s křížem z téhož materiálu rakouského setníka Wenzela Palletze od 34. pěšího pluku. Věnován rodinou. Pomník stával v místech památky č. 302. Přenesen r. 1889. |                                                                                  | Hejcmanka                                                                        |                                                                                  |
| 18.                                                                              | Ozdobný litinový kříž na pískovcovém soklu. Pomník věnován rodinou rakouskému plukovníku Franzi Bergouovi, veliteli 30. pěšího pluku. Památka přenesena sem po r. 1981 z Rozběřic od čp. 30. |                                                                                  | Hejcmanka                                                                        |                                                                                  |
| 19.                                                                              | Železný kříž na hrobě rakouského setníka Georga Vogela od 55. pěšího pluku. Stával v zahradě usedlosti čp. 35, památka zanikla. |                                                                                  | Rozběřice                                                                        |                                                                                  |
| 20.                                                                              | Jehlanec z leštěné žuly s bronzovým erbem stojící před záklopní hrobní deskou z téhož materiálu. Pomník věnován rakouskému npor. Edmundu von Salemfels od 9. hulánského pluku. Autorem Anton Wasserburger z Vídně. Věnován rodinou. |                                                                                  | Dlouhé Dvory                                                                     |                                                                                  |
| 21.                                                                              | Pískovcový jehlanec, který označoval původní hrob rakouského ppor. Alexandra svob. pána von Bethmann od 4. kyrysnického pluku. Na toto místo přenesen r. 1894 z pole 400 m v. od dlouhodvorského dvora. Ostatky mrtvého exhumovány. Věnován rodinou. |                                                                                  | Dlouhé Dvory                                                                     |                                                                                  |
| 22.                                                                              | Pseudogotický monumentální litinový kříž. Věnoval kníže Max Egon zu Fürstenberg s chotí Leontinou na památku padlých rakouské armády. Kříž odlit ve slévárně Fürstenbergů v Novém Jáchymově. Postaven 17. 12. 1866 a svěcen 12. 5. 1867. | 1866                                                                             | Chlum                                                                            |                                                                                  |
| 23.                                                                              | Pískovcové mauzoleum s kaplí věnované památce padlých rakouských a saských bojovníků. Památka pořízena nákladem barona J. A. Liebiga. Vysvěcena 3. 7. 1867. | 1867                                                                             | Lípa                                                                             |                                                                                  |
| 24.                                                                              | Pískovcová socha truchlícího génia na podstavci z červeného mramoru v kostele Proměnění Páně. Byla zřízena péčí Pražského dámského spolku na památku padlých rakouských a saských vojáků a jako připomínka návštěvy zdejšího bojiště císařem Františkem Josefem I. dne 4. 11. 1866. Práce sochaře Emanuela Maxe. Památka postavena roku 1867. | 1867                                                                             | Chlum                                                                            |                                                                                  |
| 25.                                                                              | Vysoký žulový kříž zdobený bronzovou trnovou korunou a na soklu bronzovým erbem. Odpočívá zde rakouský mjr. a křídelní pobočník vrchního velitele Ferdinand hrabě Griinne. Věnován rodinou. |                                                                                  | Chlum                                                                            |                                                                                  |
| 26.                                                                              | Pseudogotický pískovcový náhrobek s křížem zdobeným kamenným věncem. Leží zde rakouský gen.mjr. Ferdinand Poschacher von Poschach velitel brigády od I. armádního sboru. Pohřben zde po exhumaci z hromadného hrobu 24. 4. 1867. Věnován rodinou. |                                                                                  | Chlum                                                                            |                                                                                  |
| 27.                                                                              | Pískovcový pomník s křížem z téhož materiálu na hrobě saského npor. Hanse Wolfa von Wolf od 15. pěšího praporu. |                                                                                  | Hořice                                                                           | Pomník č. 27, 1. zleva                                                           |
| 28.                                                                              | Na skalce postavený mohutný mramorový kříž je věnován rakouskému setníku Oscaru Beckersovi hraběti zu Westerstettenovi od 46. pěšího pluku. Věnován rodinou. |                                                                                  | Chlum                                                                            |                                                                                  |
| 29.                                                                              | Gotikizující pískovcový pomník (kříž uražen) věnovaný rakouskému ppor. a prapornímu adjutantovi Oscaru Stelzneravi od 34. pěšího pluku. Pomník přemísťován. Věnován rodinou. |                                                                                  | Chlum                                                                            |                                                                                  |
| 30.                                                                              | Pískovcová pyramida věnovaná rodinou rakouskému setníku Ferdinandu Seeligerovi od 4. dělostřeleckého pluku. |                                                                                  | Chlum                                                                            | Pomník stojí v poli u cesty z Chlumu k Šrámkovu kříži v Rozběřicích.             |
| 31.                                                                              | Pomník rakouského 46. pěšího pluku. Pískovcový zlomený sloup ozdobený věncem z téhož materiálu. Pomník původně stál na jv. okraje obce. R. 1975 přemístěn na dnešní místo. Věnován plukem. Vysvěcen 30. 6. 1868. | 1868                                                                             | Chlum                                                                            |                                                                                  |
| 32.                                                                              | Pískovcová pyramida věnovaná rakouskému ppor. Jaroslavu Jičínskému od 52. pěšího pluku. Věnována rodinou. |                                                                                  | Chlum                                                                            |                                                                                  |
| 33.                                                                              | Pískovcový pomník s křížem z téhož materiálu věnovaný rakouskému ppor. Florianu von Ivichich od 20. pěšího pluku. Pomník r. 1977 přemístěn k památce č. 193 a r. 1993 instalován na dnešní místo. Věnován rodinou. |                                                                                  | Lípa                                                                             |                                                                                  |
| 34.                                                                              | Pomník rakouského 61. pěšího pluku. Monumentální pískovcový obelisk zdobený vojenskými odznaky. Práce M. Ježka z Hradce Králové. Věnován plukem. |                                                                                  | Čistěves                                                                         |                                                                                  |
| 35.                                                                              | Litinový kříž na pískovcovém soklu. Pomník všeobecného věnování všem vojákům pohřbeným v obvodu obce zřízený Komitétem roku 1889. | 1889                                                                             | Dohalice,Dohaličky                                                               |                                                                                  |
| 36.                                                                              | Pískovcový jehlanec na hrobě rak. setníka Leopolda Matschnina od S l . pěšího pluku. Věnován rodinou. |                                                                                  | Neděliště                                                                        |                                                                                  |
| 37.                                                                              | Pískovcový pomník s křížem (zachováno jen torzo) z téhož materiálu věnovaný rakouskému ppor. Juliu Zichymu hraběti von Vásonyked od 4. kyrysnického pluku. Postaven 21. 1. 1866. Věnován rodinou. | 1866                                                                             | Neděliště                                                                        |                                                                                  |
| 38.                                                                              | Vysoký jehlanec ze šedé žuly zdobený vytesaným erbem a kovovým vavřínovým věncem protknutým mečem. Hrob rakouského plukovníka a náčelníka štábu IV. armádního sboru Sigmunda Gertze von Zertin. Původně pohřben u Máslojed. Exhumován a převezen na toto místo 18. 1. 1867. Pomník osazen 3. 6. 1867. Věnován rodinou. | 1867                                                                             | Neděliště                                                                        |                                                                                  |
| 39.                                                                              | Pseudogotický pískovcový pomník (kříž na něm stojící uražen) na hrobě rakouského mjr. Morize Eislera od 37. pěšího pluku. Věnován příbuznými. Vysvěcen 18. 10. 1866. | 1866                                                                             | Neděliště                                                                        |                                                                                  |
| 40.                                                                              | Vysoký pískovcový jehlanec věnovaný padlým rakouským vojákům Růženou kněžnou Hohenlohe-Bartensteinovou rozenou hraběnkou 5ternberkovou. |                                                                                  | Neděliště                                                                        |                                                                                  |
| 41.                                                                              | Pískovcový pomník s ozdobným litinovým křížem na místě hromadného hrobu. Věnovali občané Neděliště. |                                                                                  | Neděliště                                                                        |                                                                                  |
| 42.                                                                              | Pískovcový jehlanec na společném hrobě rakouského ppor. Antona Kuglera od 64. pěšího pluku a 118 vojáků. Vysvěcen 15. 8. 1867. | 1867                                                                             | Neděliště                                                                        |                                                                                  |
| 43.                                                                              | Mohutný pískovcový kvádrový pomník rakouského 6. dělostřeleckého pluku. Na jeho vrcholu byla umístěna velká pískovcová plastika dvouhlavého orla. Dnes zničena. Postaven roku 1867 a svěcen 24. 8. téhož roku. Věnován plukem. | 1867                                                                             | Chlum                                                                            |                                                                                  |
| 44.                                                                              | Pomník věnovaný Sasům zemřelým v polních lazaretech v Přímu, Probluzi a zámku Hrádku u Nechanic. Velká litinová kostka, na níž je umístěna plastika vojenských odznaků z téhož materiálu. |                                                                                  | Probluz                                                                          |                                                                                  |
| 45.                                                                              | Pomník rakouského 8. kyrysnického pluku. Monumentální pískovcový obelisk. Práce M. Ježka z Hradce Králové. Postaven roku 1866. Věnován plukem. | 1866                                                                             | Probluz                                                                          |                                                                                  |
| 46.                                                                              | Pomník rakouského 29. praporu polních myslivců. Monumentální pískovcový obelisk zdobený reliéfy vojenských emblémů. Postaven roku 1867. Věnován praporem. | 1867                                                                             | Probluz                                                                          |                                                                                  |
| 47.                                                                              | Mohutná typová pískovcová pyramida na vrcholu s dělovým křížem z téhož materiálu označuje hromadný hrob l30 pruských, 100 saských a 70 rakouských vojáků jakož i 4 pruských důstojníků od 7. westfálského pěšího pluku č. 56. Věnována pruským řádem johanitů. |                                                                                  | Probluz                                                                          |                                                                                  |
| 48.                                                                              | Vysoký mramorový kříž na žulovém podstavci na hrobě pruského gardového dragouna Leonharda Theodora Gottfrieda Bottchera. Postaven roku 1868. Věnovala matka. | 1868                                                                             | Probluz                                                                          |                                                                                  |
| 49.                                                                              | Pomník pruského 1. gardového dragounského pluku. Vysoký mramorový jehlanec. Postaven r. 1868. Věnoval plk. von Barner. | 1868                                                                             | Probluz                                                                          |                                                                                  |
| 50.                                                                              | Pískovcový pomník s mramorovým křížem označující hrob saského setníka Franze Wilhelma Damma od 8. pěšího praporu. Věnován manželkou a dětmi roku 1868. | 1868                                                                             | Probluz                                                                          |                                                                                  |
| 51.                                                                              | Pomník pruského 7. westfálského pěšího pluku č. 56. Monumentální mramorový obelisk na vrcholu s bronzovou plastikou orlice. Věnován plukem. Vysvěcen 7. 11. 1867. | 1867                                                                             | Probluz                                                                          |                                                                                  |
| 52.                                                                              | Pomník pruského 4. westfálského pěšího pluku č. 17. Mohutná pískovcová kostka, na níž stojí zlomený sloup zdobený plastickým věncem. Věnována plukem roku 1867. | 1867                                                                             | Probluz                                                                          |                                                                                  |
| 53.                                                                              | Pomník pruského 8. westfálského pěšího pluku č. 57. Mohutný pískovcový kvádrový pomník zdobený vojenskými emblémy. Věnován plukem roku 1868. | 1868                                                                             | Probluz                                                                          |                                                                                  |
| 54.                                                                              | Kříž typu č. 12 věnovaný por. Foitzikovi a voj. J. P. Greefovi a F. Semansovi od pruského hohenzollernského střeleckého pluku č. 40. Postaven roku 1867. Věnován pruským řádem johanitů. | 1867                                                                             | Probluz                                                                          |                                                                                  |
| 55.                                                                              | Pískovcová záklopní deska s erbem na hrobě pruského npor. Leopolda von Consbruch od 7. westfálského pěšího pluku č. 56. Deska věnována roku 1867 rodinou. | 1867                                                                             | Probluz                                                                          | Levá pamětní deska.                                                              |
| 56.                                                                              | Nízký pískovcový sarkofág na hrobě pruského setníka Otty von Montbart od 7. westfálského pěšího pluku č. 56. Věnován roku 1867 rodinou. | 1867                                                                             | Probluz                                                                          |                                                                                  |
| 57.                                                                              | Pískovcová záklopní deska na hrobě saského npor. Carla Heinricha Fiedlera od 3. praporu myslivců. Pomník postaven roku 1867 rodinou. | 1867                                                                             | Probluz                                                                          | Pravá deska                                                                      |
| 58.                                                                              | Kříž typu č. 12 věnovaný pruskému npor. Carlu Effnertovi od 7. westfálského pěšího pluku č. 56. Věnován pruským řádem johanitů r. 1866. | 1866                                                                             | Probluz                                                                          |                                                                                  |
| 59.                                                                              | Pískovcová záklopní deska na hrobě saského setníka Ernsta Antona von Radke od 3. praporu myslivců. Věnována roku 1866 rodinou. | 1866                                                                             | Probluz                                                                          |                                                                                  |
| 60.                                                                              | Monumentální pískovcový obelisk věnovaný padlým saského armádního sboru v bitvě u Hradce Králové. Pomník ozdoben saským znakem, vede k němu schodiště a je obklopen osmi litinovými sloupky, které spojují řetězy. Postaven roku 1867 saským ministerstvem války. | 1867                                                                             | Probluz                                                                          |                                                                                  |
| 61.                                                                              | Soubor památek skládající se ze žulového balvanu a dvou žulových medailónů. Věnováno saskému pplk. a veliteli 6. pěšího praporu Carlu Erdmannovi von Metzradt a saskému setníkovi Carlu Albertu Eugenovi šlechtici von der Planitz od 8. pěšího praporu. Památky vznikly před rokem 1889 a byly několikrát přemísťovány. Nápisní deska 61D zanikla. Rodinné věnování. |                                                                                  | Dolní Přím                                                                       |                                                                                  |
| 62.                                                                              | Pískovcový pomník s křížem z téhož materiálu saského setníka Johanna Heinricha Heckela od 6. pěšího praporu. Pomník věnován rodinou roku 1867 a několikrát přemísťován. | 1867                                                                             | Dolní Přím                                                                       |                                                                                  |
| 63.                                                                              | Mramorový pomník s křížem z téhož materiálu pruského setníka a adjutanta Carla Ludwiga von Bolschwing od 6. porýnského pěšího pluku č. 68. Postaven roku 1868, Věnován rodinou. | 1868                                                                             | Horní Přím                                                                       |                                                                                  |
| 64.                                                                              | Vysoký žulový jehlanec ozdobený medailónem s antickými vojenskými emblémy věnovaný rakouskému mjr. Ferdinandu Freundovi od 8. pěšího pluku. Postaven rodinou padlého patrně již r. 1867. Přenesen. | 1867                                                                             | Svatý Alois                                                                      |                                                                                  |
| 65.                                                                              | Pískovcová skalka, na níž stojí pískovcový kříž, jehož břevna imitují hrubě otesané klády. Hrob rakouského rytmistra Ernsta rytíře von Lowenthal ze štábu VIII. armádního sboru. Věnován matkou. V hrobě vedle rytmistra odpočívají sem přenesení: 1 saský voják od 3. pěšího praporu, 1 rakouský voják od 74. pěšího pluku a 12 myslivců od rakouského 31. praporu polních myslivců.                                                                                            |                                                                                  | Horní Přím                                                                       |                                                                                  |
| 66.                                                                              | Žulový balvan věnovaný saskému npor. a pobočníku 1. pěší brigády Adolfu von Stieglitz. Postaven roku 1867. | 1867                                                                             | Probluz                                                                          |                                                                                  |
| 67.                                                                              | Hrob pruského npor. Augusta Friedricha Wilhelma Bogislawa von Below od 2. porýnského pěšího pluku č. 28 a tří pruských vojáků von Hagen, Neihse a Bacha. Hrob zakryt nízkým pískovcovým sarkofágem a označen pískovcovým pomníkem s křížem. Zhotovil r. 1867 kameník Kofraněk z Hořic. Věnován rodinou. | 1867                                                                             | Stěžírky                                                                         |                                                                                  |
| 68.                                                                              | Monumentální pískovcový pomník ve tvaru gotické věže. Je zdoben reliéfem vojenských odznaků. Věnován vojákům raněným v bitvě u Hradce Králové a zemřelým v Hořicích. Postaven roku 1867. Zřízen zásluhou c. k. okresního soudce Eduarda Sponéra z dobrovolné sbírky. Zhotovil Josef Jiříček z Hořic. | 1867                                                                             | Hořice                                                                           |                                                                                  |
| 69.                                                                              | Mohutná typová pískovcová pyramida na vrcholu s dělovým křížem z téhož materiálu označovala místo hromadného hrobu 30 rakouských a 10 pruských vojáků jakož i dvou milosrdných sester. Pomník přenesen. Věnován pruským řádem johanitů roku 1866. | 1866                                                                             | Milovice u Hořic                                                                 |                                                                                  |
| 70.                                                                              | Pískovcový pomník s vysokým litinovým křížem rakouského mjr. Adolfa von Karlowy od 45. pěšího pluku. Zhotovil I. Korosi z Grazu. Věnovala rodina roku 1866. | 1866                                                                             | Hrádek                                                                           | čtvrtý zleva                                                                     |
| 71.                                                                              | Pískovcový pomník s vysokým litinovým křížem rakouského ppor. Julia Soppeho od 45. pěšího pluku. Věnovala rodina.roku 1866. | 1866                                                                             | Hrádek                                                                           | druhý zprava                                                                     |
| 72.                                                                              | Pomník z hadce s křížem z téhož materiálu saského npor. Woldemara Schulze od 14. pěšího praporu. Věnovala rodina roku 1866. Na pomníku chybné č. 162. | 1866                                                                             | Hrádek                                                                           |                                                                                  |
| 73.                                                                              | Pískovcový hranolový pomník rakouského ppor. Gustava Strádala od 29. praporu polních myslivců. Věnovala rodina roku 1866. | 1866                                                                             | Hrádek                                                                           | druhý zleva                                                                      |
| 74.                                                                              | Pískovcový pomník s křížem z téhož materiálu rakouského npor. Kaspara Vogela ad 31. praporu polních myslivců. Věnovala rodina roku 1866. | 1866                                                                             | Hrádek                                                                           | první zleva                                                                      |
| 75.                                                                              | Kříž typu č. 12 pruského vojína J. Schaffse. Věnován pruským řádem johanitů roku 1866. | 1866                                                                             | Hrádek                                                                           | třetí zleva                                                                      |
| 76.                                                                              | Pískovcová záklopní deska a malý pískovcový pomník s dělovým křížem označující hrob saského setníka Bernharda Stanislause Canzlera od 6. pěšího praporu. Věnována rodinou roku 1866. | 1866                                                                             | Jehlický vrch                                                                    |                                                                                  |
| 77.                                                                              | Mramorový jehlancový pomník rakouského mjr. Ernsta Háfferna rytíře von Saalfeld od 5. praporu polních myslivců. Věnován rodinou roku 1866. | 1866                                                                             | Nechanice                                                                        |                                                                                  |
| 78.                                                                              | Pískovcový kvádrový pomník (původní kovový kříž uražen) pruského setníka Rudolfa von Bolschwingh od 7. westfálského pěšího pluku č. 56. Věnován plukem roku 1866. | 1866                                                                             | Nechanice                                                                        |                                                                                  |
| 79.                                                                              | Pískovcový kvádrový pomník (původní mramorový kříž uražen) pruského npor. a plukovního pobočníka Reinholda von Massenbach od 3. westfálského pěšího pluku č. 16. Věnován rodinou. |                                                                                  | Nechanice                                                                        |                                                                                  |
| 80.                                                                              | Pískovcový kvádrový pomník (původní kříž uražen) rakouského setníka Wilhelma Rebentische od 74. pěšího pluku. Věnován rodinou. |                                                                                  | Nechanice                                                                        |                                                                                  |
| 81.                                                                              | Monumentální pískovcový obelisk zdobený reliéfem vojenských odznaků věnovaný rakouským vojákům zemřelým v nechanických lazaretech. |                                                                                  | Nechanice                                                                        |                                                                                  |
| 82.                                                                              | Mohutný pískovcový pylon (tzv. Noélův pomník) zdobený saským znakem věnovaný příslušníkům saského armádního sboru zemřelým v nechanických lazaretech. |                                                                                  | Nechanice                                                                        |                                                                                  |
| 83.                                                                              | Mohutná typová pískovcová pyramida na vrcholu s dělovým křížem z téhož materiálu označující hromadný hrob 67 rakouských, 48 pruských a 34 saských vojáků. Věnována pruským řádem johanitů roku 1866. | 1866                                                                             | Nechanice                                                                        |                                                                                  |
| 84.                                                                              | Mohutná typová pískovcová pyramida na vrcholu s dělovým křížem z téhož materiálu označující společný hrob pruského praporčíka Lea von Liidecke od 2. braniborského granátnického pluku č. 12, 10 rakouských a 16 pruských vojáků. Věnována pruským řádem johanitů roku 1866. | 1866                                                                             | Stračov                                                                          |                                                                                  |
| 85.                                                                              | Typová pískovcová pyramida na hrobě 2 rakouských a 2 pruských vojáků. Věnována pruským řádem johanitů roku 1866. | 1866                                                                             | Stračovská Lhota                                                                 |                                                                                  |
| 86.                                                                              | Pískovcová skála s křížem z téhož materiálu a mramorovou deskou setníka Theodora Hermanna von der Dollen, velitele 6. čtyřliberní baterie od pomořanského pluku polního dělostřelectva č. 2. Věnována plukem. R. 1930 obnovena nákladem hoteliéra Josefa Chmelíka ze Dvora Králové nad Labem. |                                                                                  | Dub                                                                              |                                                                                  |
| 87.                                                                              | Mohutný pískovcový gotikizující pomník ve tvaru osmibokého sloupu, na němž je nasazen vysoký litinový kříž ozdobený vavřínovým věncem z téhož materiálu. Pomník je věnován královéhradeckými dámami na památku rakouských a saských vojáků, kteří podlehli svým ranám v nemocnici ve městě. Původně stál za Slezskou branou (vysvěcen 12. 7. 1868). V polovině osmdesátých let 19. století přenesen spolu s ostatky zemřelých na Pouchov.                                        | 1868                                                                             | Pouchov                                                                          |                                                                                  |
| 88.                                                                              | Pískovcová deska v ozdobném rámu zasazená do vnější strany zdi kostela Narození Panny Marie rakouského npor. Leopolda Vottera od 12. pěšího pluku. Hrob byl dodatečně vysvěcen 10. 11. 1866. V jeho blízkosti pohřbeni dva vojáci od rak. 27. pěšího pluku. Práce hořické školy. Deska věnována plukem. | 1866                                                                             | Lochenice                                                                        |                                                                                  |
| 89.                                                                              | Pískovcový pomník s křížem z téhož materiálu. Pomník všeobecného věnování všem vojákům odpočívajícím v obvodu obce Lochenice. Věnován Komitétem. Práce p. Weise. |                                                                                  | Lochenice                                                                        |                                                                                  |
| 90.                                                                              | Pískovcový pomník s vysokým ozdobným litinovým křížem rakouského setníka Franze Lehnerta od 30. praporu polních myslivců. Rodinné věnování. Původně pomník označoval hrob padlého na starém hřbitově u kostela sv. Jiří. Ve 20. letech byl odcizen, přemístěn na nový hřbitov a osazen na rodinný hrob (dnes je již deska s nápisem „Rodina Čepkova“ sejmuta). |                                                                                  | Hněvčeves                                                                        |                                                                                  |
| 91.                                                                              | Pískovcový kvádrový gotikizující pomník zdobený reliéfem vojenských emblémů rakouského ppor. Carla Kosaka od 80. pěšího pluku. Věnován rodinou roku 1866. | 1866                                                                             | Cerekvice nad Bystřicí                                                           |                                                                                  |
| 92.                                                                              | Pískovcový kvádrový gotikizující pomník zdobený reliéfem vojenských emblémů rakouského ppor. Eugena Sauera-Csákyho von Nordendorf od 37. pěšího pluku. Věnován rodinou roku 1866. | 1866                                                                             | Cerekvice nad Bystřicí                                                           |                                                                                  |
| 93.                                                                              | Pískovcový kvádrový gotikizující pomník rakouského mjr. Eugena Micheliho od 80. pěšího pluku. Věnován rodinou roku 1866. | 1866                                                                             | Cerekvice nad Bystřicí                                                           |                                                                                  |
| 94.                                                                              | Pískovcový kvádrový gotikizující pomník zdobený reliéfem vojenských emblémů rakouského npor. a plukovníka adjutanta Josefa Losertha od 80. pěšího pluku. Věnován rodinou roku 1866. | 1866                                                                             | Cerekvice nad Bystřicí                                                           |                                                                                  |
| 95.                                                                              | Pískovcová deska s hlavou cherubína (stával u silnice) zasazená do vnější strany zdi hřbitovní kaple sv. Štěpána rakouského ppor. Ferdinanda Wolfa od 51. pěšího pluku. Práce hořické školy. Věnována rodinou. |                                                                                  | Cerekvice nad Bystřicí                                                           |                                                                                  |
| 96.                                                                              | Pískovcová deska zasazená do vnitřní strany hřbitovní zdi rakouského setníka Eduarda Drasche od 47. pěšího pluku. Věnována rodinou roku 1866. | 1866                                                                             | Cerekvice nad Bystřicí                                                           |                                                                                  |
| 97.                                                                              | Vysoký pískovcový jehlanec původně označující hromadný hrob rakouského ppor. Eugena Sauera-Csákyho von Nordendorf a ppor. Carla Kosaka a 262 rakouských a pruských vojáků zemřelých v lazaretech v Cerekvici. Věnoval pruský řád johanitů. Přemístěn z jiného místa hřbitova. |                                                                                  | Cerekvice nad Bystřicí                                                           |                                                                                  |
| 98.                                                                              | Pískovcový gotikizující pomník s křížem z téhož materiálu rakouského kadeta Heinricha Lunzera od 8. praporu polních myslivců. |                                                                                  | Cerekvice nad Bystřicí                                                           | pomníky jsou popsány zleva doprava                                               |
| 99.                                                                              | Pískovcový jehlanec věnovaný pruským důstojníkům, a to por. Carlu Walterovi Fresemu od 4. magdeburského pěšího pluku č. 67, veliteli 10. setniny 2. magdeburského pěšího pluku č. 27, setníku Albertu von Westernhagen, veliteli 4. setniny 2. magdeburského pěšího pluku č. 27, setníku Friedrichu Dietzovi, npor. a pobočníku 13. pěší brigády, Louisu Biberovi od 4. východopruského granátnického pluku č. 5 a šikovateli Baguschovi od 4. magdeburského pěšího pluku č. 67. |                                                                                  | Cerekvice nad Bystřicí                                                           |                                                                                  |
| 100.                                                                             | Pískovcový gotikizující pomník věnovaný pruskému setníku Albertu von Westernhagen od 2. magdeburského pěšího pluku č. 27 a pobočníku 13. pěší brigády Louisu Biberovi od 4. východopruského granátnického pluku č. 5. |                                                                                  | Cerekvice nad Bystřicí                                                           |                                                                                  |
| 101.                                                                             | Pískovcový gotikizující pomník s křížem z téhož materiálu rakouského kadeta-šikovatele Carla hraběte Gatterburga od 80. pěšího pluku. Věnováno rodinou. Pomník přenesen. Původně stával u silnice. |                                                                                  | Máslojedy                                                                        |                                                                                  |
| 102.                                                                             | Pískovcová typová pyramida věnovaná 3 pruským vojákům, a to Richardu Mátzkeovi od 2. dragounského pluku, Eduardu Harzovi od 3. gardového hulánského pluku a Josefu Thieovi od gardových myslivců. Pomník původně stával u silnice. |                                                                                  | Máslojedy                                                                        |                                                                                  |
| 103.                                                                             | Pískovcový pomník na vrcholu s koulí z téhož materiálu pruských důstojníků 1. magdeburského pěšího pluku č. 26, a to npor. Julia Ewalda, por. Carla Woykeho a por. Reinholda Millera. Věnován plukem. |                                                                                  | Svíb                                                                             |                                                                                  |
| 104.                                                                             | Pískovcový nízký pultový pomník zdobený reliéfem vavřínového věnce rakouského setníka Leopolda von Pinkas od 57. pěšího pluku. Postaven roku 1867. Věnován rodinou. Přenesen. | 1867                                                                             | Máslojedy                                                                        |                                                                                  |
| 105.                                                                             | Žulová stéla věnovaná pruskému jednoročnímu dobrovolníkovi svob. Carlu Fiebachovi od slezského pluku polního dělostřelectva č. 6. Původní kříž typu č. 12 nahrazen roku 1908 stávajícím pomníkem zřízeným spolkem ve Vratislavi. | 1908                                                                             | Hořiněves                                                                        |                                                                                  |
| 106.                                                                             | Kříž typu č. 12 rakouského ppor. Wilhelma Branda od 13. praporu polních myslivců. Věnován pruským řádem johanitů. |                                                                                  | Hořiněves                                                                        |                                                                                  |
| 107.                                                                             | Hrob rakouského setníka Rudolfa Unkelháusera von Abenst od 40. pěšího pluku je zakryt pískovcovou záklopní deskou a označen mramorovou deskou s opěrákem. Věnován rodinou. |                                                                                  | Hořiněves                                                                        |                                                                                  |
| 108.                                                                             | Pískovcová kostka s křížem z téhož materiálu rakouského ppor. Emila Philippa od 40. pěšího pluku. Věnována rodinou. |                                                                                  | Hořiněves                                                                        |                                                                                  |
| 109.                                                                             | Pískovcový jehlanec rakouského setníka Arthura Eberana von Eberhorst od 40. pěšího pluku. Věnován rodinou. Původně na hrobě železný kříž, který zrezivěl a byl roku 1889 nahrazen stávajícím jehlancem. Práce hořické školy. |                                                                                  | Hořiněves                                                                        |                                                                                  |
| 110.                                                                             | Pískovcová typová pyramida na společném hrobě 30 rakouských a pruských vojáků. Věnována pruským řádem johanitů. |                                                                                  | Hořiněves                                                                        |                                                                                  |
| 111.                                                                             | Pískovcová typová pyramida na hrobě čtyř pruských vojáků, a to A. Schmidta, F. Strenezona, A. Gystana a J. Flegera. Věnována pruským řádem johanitů. |                                                                                  | Hořiněves                                                                        |                                                                                  |
| 112.                                                                             | Mohutná typová pískovcová pyramida na vrcholu s dělovým křížem z téhož materiálu označující hromadný hrob 200 rakouských a 200 pruských vojáků. Věnována pruským řádem johanitů. Pomník přenesen. |                                                                                  | Hořiněves                                                                        | Pomníky č. 339, 113 a 112                                                        |
| 113.                                                                             | Kříž typu č. 12 pruského vojína F. Schulze od gardového sboru. Věnován pruským řádem johanitů. |                                                                                  | Hořiněves                                                                        | Pomníky č. 339, 113 a 112                                                        |
| 114.                                                                             | Mohutná typová pískovcová pyramida na vrcholu s dělovým křížem z téhož materiálu (kříž ulomen} na hrobě 345 rakouských a 5 pruských vojáků. Věnována pruským řádem johanitů. |                                                                                  | Neděliště                                                                        |                                                                                  |
| 115.                                                                             | Kříž typu č. l2 pruského vojína Jakuba Gabristha od 1. hornoslezského pěšího pluku č. 22. Věnován pruským řádem johanitů. |                                                                                  | Neděliště                                                                        |                                                                                  |
| 116.                                                                             | Kříž typu č. 12 pruského svob. G. Linkeho od 1. dolnoslezského pěšího pluku č. 10. Věnován pruským řádem johanitů. |                                                                                  | Neděliště                                                                        |                                                                                  |
| 117.                                                                             | Kříž typu č. 12 pruského vojína Augusta Wernera od 2. pěšího gardového pluku. Věnován pruským řádem johanitů. |                                                                                  | Neděliště                                                                        |                                                                                  |
| 118.                                                                             | Kříž typu č. 12 pruského vojína Carla Mathesa od pěšího pluku gardy. Věnován pruským řádem johanitů. |                                                                                  | Neděliště                                                                        |                                                                                  |
| 119.                                                                             | Vysoký pískovcový jehlanec zdobený reliéfem palmové ratolesti a vavřínového věnce věnovaný rakouskému setníku Stanislavu Marianskimu ze štábu VI. armádního sboru. |                                                                                  | Neděliště                                                                        |                                                                                  |
| 120.                                                                             | Pískovcová typová pyramida věnovaná čtyřem padlým rakouským důstojníkům. Věnována občany obce. |                                                                                  | Neděliště                                                                        |                                                                                  |
| 121.                                                                             | Pískovcová typová pyramida na hrobě 7 pruských, 4 saských a 2 rakouských vojáků. Věnována pruským řádem johanitů. |                                                                                  | Probluz                                                                          |                                                                                  |
| 122.                                                                             | Deska z břidlice v pískovcovém rámu zasazená do vnější strany zdi kostela Všech svatých saského mjr. Friedricha Otty Hamanna, velitele 15. pěšího praporu. |                                                                                  | Probluz                                                                          |                                                                                  |
| 123.                                                                             | Mohutná typová pískovcová pyramida na vrcholu s dělovým křížem z téhož materiálu na hrobě 55 rakouských, 36 pruských a 26 saských vojáků. Věnována pruským řádem johanitů. |                                                                                  | Hrádek                                                                           |                                                                                  |
| 124.                                                                             | Pískovcová typová pyramida původně označující hrob 30 rakouských a pruských vojáků. Věnována pruským řádem johanitů. Pomník přenesen. |                                                                                  | Dlouhé Dvory                                                                     |                                                                                  |
| 125.                                                                             | Pískovcová typová pyramida na hrobě 60 rakouských a 40 pruských vojáků. Věnována pruským řádem johanitů. |                                                                                  | Rozběřice                                                                        |                                                                                  |
| 126.                                                                             | Pískovcová typová pyramida věnovaná jednomu pruskému důstojníkovi. Pomník přenesen. |                                                                                  | Rozběřice                                                                        |                                                                                  |
| 127.                                                                             | Pískovcová typová pyramida na hrobě 30 pruských vojáků. Věnována pruským řádem johanitů. |                                                                                  | Rozběřice                                                                        |                                                                                  |
| 128.                                                                             | Kříž typu č. 12 na hrobě 8 pruských vojáků. Věnován pruským řádem johanitů. |                                                                                  | Všestary                                                                         |                                                                                  |
| 129.                                                                             | Kříž typu č. 12 na hrobě 1 pruského vojína. Věnován pruským řádem johanitů. |                                                                                  | Všestary                                                                         |                                                                                  |
| 130.                                                                             | Nízký pískovcový pultový pomník rakouského ppor. Adolfa Succovatyho od 73. pěšího pluku. Věnován plukem. Na památce chybné č. 137. |                                                                                  | Hořice                                                                           | pomníky jsou popsány zleva doprava                                               |
| 131.                                                                             | Pískovcový jehlanec rakouského npor. Victora von Mendelényi od 51. pěšího pluku. Věnován plukem. Práce hořické školy. |                                                                                  | Hořice                                                                           | pomníky jsou popsány zleva doprava                                               |
| 132.                                                                             | Pískovcový pomník s vysokým ozdobným litinovým křížem věnovaný 1 rakouskému a 1 pruskému vojínovi Komitétem roku 1889. | 1899                                                                             | Vrchovnice                                                                       |                                                                                  |
| 133.                                                                             | Pískovcový antikizující pomník zdobený vavřínovými věnci a plastikou řeckého meče a přilby na hrobě pruského plk. Adolpha Hermanna Gustava von Wietersheim od 6. pomořanského pěšího pluku č. 49. Věnován plukem. |                                                                                  | Hořice                                                                           | pomníky jsou popsány zleva doprava                                               |
| 134.                                                                             | Jehlanec ze syenitu rakouského rytmistra Ludwiga Preisera od 6. kyrysnického pluku. Věnoval kardinál Schonborn, pluk a rodina. |                                                                                  | Hořice                                                                           |                                                                                  |
| 135.                                                                             | Žulový pomník na pískovcovém soklu s křížem z hadce rakouského npor. a adjutanta Lamberta Waltera od 38. pěšího pluku. Věnován plukem. |                                                                                  | Hořice                                                                           | pomníky jsou popsány zleva doprava                                               |
| 136.                                                                             | Pískovcový jehlanec rakouského setníka generálního štábu I. armádního sboru Theodora svobodného pána von Cordon. Věnován rodinou. |                                                                                  | Hořice                                                                           | pomníky jsou popsány zleva doprava                                               |
| 137.                                                                             | Nízký pískovcový pultový pomník pruského por. Wilhelma von Ramdohr od 2. magdeburského pěšího pluku č. 27. Na památce chybné číslo 130. |                                                                                  | Hořice                                                                           | pomníky jsou popsány zleva doprava                                               |
| 138.                                                                             | Pískovcová typová pyramida na hrobě prus. por. Eugena Barbenese od 3. magdeburského pěšího pluku č. 66. |                                                                                  | Svíb                                                                             |                                                                                  |
| 139.                                                                             | Pískovcová typová pyramida na hrobě prus. por. Otty Breymanna od 3. magdeburského pěšího pluku č. 66. |                                                                                  | Svíb                                                                             |                                                                                  |
| 140.                                                                             | Kříž typu č. 12 na společném hrobě 3 důstojníků, 5 poddůstojníků a 87 vojáků od 3. magdeburského pěšího pluku č. 66. Věnován plukem roku 1868. | 1868                                                                             | Svíb                                                                             |                                                                                  |
| 141.                                                                             | Pískovcová typová pyramida na společném hrobě pruského por. Carla von Wintzingerode od 3. magdeburského pěšího pluku č. 66, pruského por. Heinricha Kamlaha od 4. magdeburského pěšího pluku č. 67 a čtyř pruských vojáků. |                                                                                  | Svíb                                                                             |                                                                                  |
| 142.                                                                             | Pískovcová typová pyramida věnovaná pruskému setníkovi Theodoru Hermannovi von der Dollen, veliteli 6. čtyřliberní baterie od pomořanského pluku polního dělostřelectva č. 2 a třem pruským dělostřelcům. |                                                                                  | Dub                                                                              |                                                                                  |
| 143.                                                                             | Žulový kámen ve tvaru stély na pískovcovém soklu věnovaný padlým 4. východopruského granátnického pluku č. 5, a to poddůstojníku Neumannovi a granátníkům Frietznerovi, Gottschalkovi. Miillerovi, Renowitzkimu a Schreterovi. Původní pískovcová pyramida označující hrob padlých stojící na sv. okraji Břízského lesa byla roku 1908 nahrazena tímto pomníkem zřízeným Spolkem pro udržování válečných pomníků z Vratislavi. Pomník přenesen.                                  | 1908                                                                             | Bor                                                                              |                                                                                  |
| 144.                                                                             | Pískovcová typová pyramida na místě, kde údajně padli rakouský gen.mjr. a velitel brigády Carl Schulz a jeho pobočník npor. Paul von Moscr. Věnována Komitétem. |                                                                                  | Horní Přím                                                                       |                                                                                  |
| 145.                                                                             | Pískovcová typová pyramida označující hrob pruského npor. Leopolda Schmidta od magdeburského mysliveckého praporu č. 4. |                                                                                  | Svíb                                                                             |                                                                                  |
| 146.                                                                             | Pískovcová typová pyramida na hrobě 20 rakouských a 8 pruských vojáků. Věnována pruským řádem johanitů. |                                                                                  | Svíb                                                                             |                                                                                  |
| 147.                                                                             | Pískovcová typová pyramida na hrobě 70 rakouských a pruských vojáků. Věnována pruským řádem johanitů. |                                                                                  | Svíb                                                                             |                                                                                  |
| 148.                                                                             | Pískovcová typová pyramida na hrobě 40 rakouských a pruských vojáků. Věnována pruským řádem johanitů. |                                                                                  | Svíb                                                                             |                                                                                  |
| 149.                                                                             | Pískovcová typová pyramida na hrobě 8 rakouských a 2 pruských vojáků. Věnována pruským řádem johanitů. |                                                                                  | Svíb                                                                             |                                                                                  |
| 150.                                                                             | Pískovcová typová pyramida na hrobě 3 pruských vojáků. Věnována pruským řádem johanitů. |                                                                                  | Svíb                                                                             |                                                                                  |

| Seznam pomníků z bitvy u Hradce Králové roku 1866 | 1–150 \| 151–300 \| 301–474 |